# Glaucopsyche intermedia
Glaucopsyche intermedia är en fjärilsart som beskrevs av Ralph L. Chermock 1929. Glaucopsyche intermedia ingår i släktet Glaucopsyche och familjen juvelvingar. Inga underarter finns listade i Catalogue of Life.